# L'Auberge isolée
Pour plus de détails, voir Fiche technique et Distribution.

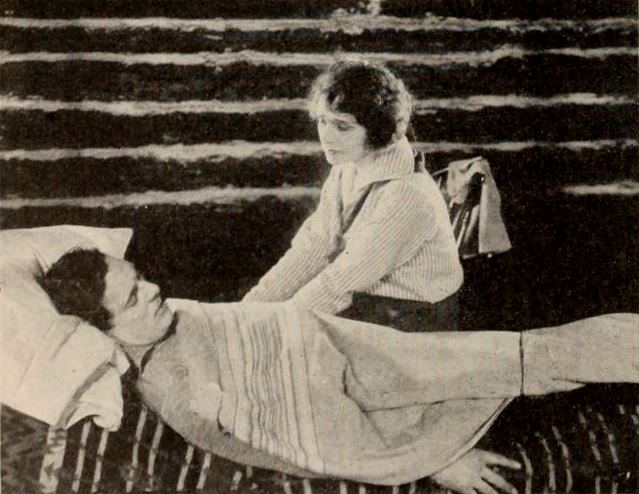
Thomas Meighan et Elsie Ferguson.

L'Auberge isolée (titre original : Heart of the Wilds) est un film muet américain réalisé par Marshall Neilan, sorti en 1918.

## Synopsis
Dans le nord-ouest canadien, Jen Galbraith vit dans une auberge avec son frère Val et son père Peter, un contrebandier qui vend du whisky aux Indiens. Pierre, l'ami de Val, entend conquérir Jen, même si celle-ci est amoureuse du Sergent Tom Gellatly de la Police Montée. Lorsque Val essaie de récupérer une liqueur vendue illégalement par le vieux Galbraith à un Indien nommé Nuage gris, l'indien insulte Jen et Val l'abat. Tom est mandaté pour traquer le meurtrier, mais lorsqu'il arrive à la taverne, Galbraith et Pierre le droguent. Jen livre ses papiers au quartier général de la police, mais quand elle découvre qu'ils contiennent un mandat pour arrêter son frère, elle tire sur Tom pour l'empêcher de s'en prendre à Val. Pierre apparaît et attaque Jen, et peu après, Val revient, suivi de près par une équipe de police. Val et Jen forcent Pierre à avouer qu'il a tué l'indien, et Tom dit à la police qu'il est mort accidentellement.

## Fiche technique
- Titre original : Heart of the Wilds
- Titre français : L'Auberge isolée
- Réalisation : Marshall Neilan
- Scénario : Charles Maigne, d'après l'histoire Jen of the Triple Chevron de Gilbert Parker
- Directeur de la Photographie : Walter Stradling
- Société de production : Famous Players-Lasky Corporation
- Pays de production :  États-Unis
- Langue originale : anglais
- Format : noir et blanc — 35 mm — 1,33:1 — Muet
- Genre : Drame
- Durée : 50 minutes
- Dates de sortie : 
  - États-Unis : 18 août 1918
  - France : 19 novembre 1920

## Distribution
- Elsie Ferguson : Jen Galbraith
- Thomas Meighan : Sergent Tom Gellatly
- Joseph Smiley : Peter Galbraith
- Matt Moore : Val Galbraith
- Escamillo Fernandez : Pierre
- Sidney D'Albrook : Nuage Gris, l'indien